# Serbiens damlandslag i handboll
Serbiens damlandslag i handboll representerar Serbien i handboll på damsidan.
Lagets största framgång är silvret de vann vid VM 2013 på hemmaplan, lagets första världsmästerskap de kvalificerats till. Lagets första Europamästerskap var EM 2008 i Makedonien, då slutade på 13:e plats. Deras bästa placering hittills vid ett EM är fjärdeplatsen vid EM 2012 på hemmaplan.

## Kända spelare i urval
- Dragana Cvijić
- Sanja Damnjanović
- Andrea Lekić

### Fotnoter
1. ↑  Emma Lukins (7 december 2016). ”Serbiens målvakt tror på Sverige” (på svenska). Göteborgsposten. http://www.gp.se/sport/serbiens-m%C3%A5lvakt-tror-p%C3%A5-sverige-1.4025036. Läst 2 oktober 2017.